# Corzuela
Corzuela ist die Hauptstadt des Departamento General Belgrano in der Provinz Chaco im nördlichen Argentinien. In der Klassifikation der Gemeinden in der Provinz Chaco gehört sie zur 2. Kategorie. 

## Geschichte
Der Ort wurde am 30. April 1917 gegründet. Als offizielles Gründungsdatum wird allerdings der 11. Juli 1921 gefeiert, an dem der damalige Präsident Hipólito Yrigoyen das Gründungsdekret unterzeichnete.

## Feste
- Fiesta de la Tradición und Festival de Doma y Folclore (November). Volksfest mit Gaucho-Charakter.